# Bæjarstaðaskógur
Bæjarstaðaskógur är en skog i republiken Island.   Den ligger i regionen Austurland, i den södra delen av landet, 240 km öster om huvudstaden Reykjavík.